# 煮豆

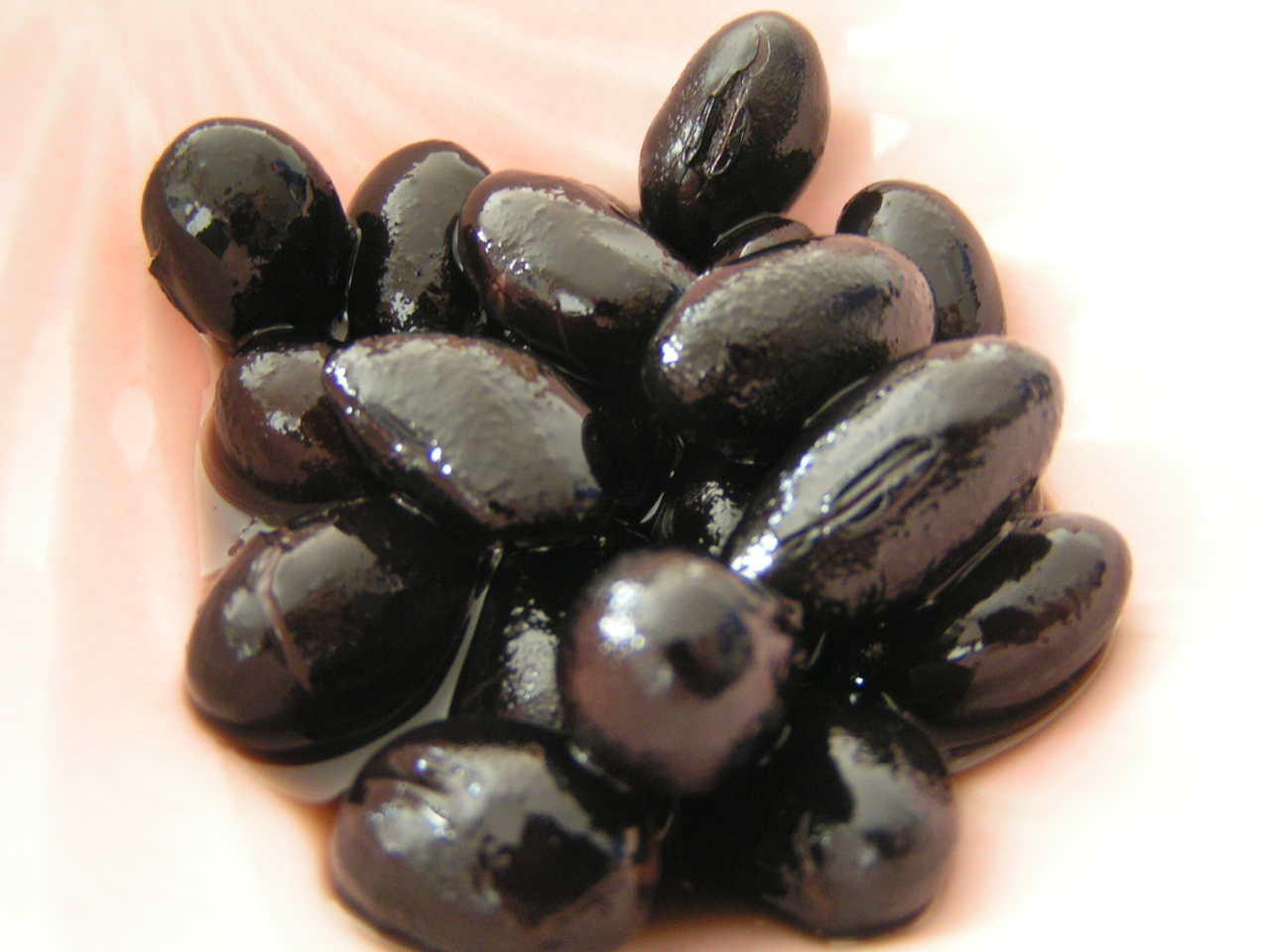
黒豆の煮豆

煮豆（にまめ）は、ダイズやアズキ、エンドウマメなどの乾燥豆をやわらかく煮た煮物料理のひとつ。

## 調理法
煮豆の調理法には次のような方法がある。
水煮後に調理する方法
一般的には豆を充分に真水浸漬した後で柔らかくなるまで煮て調味料を加えて味を調える。豆を充分に浸漬してから調味料を加えて煮る場合もある。
大豆の場合、水または0.5%食塩水に浸漬し、豆が吸水して重量が約2倍になったところで漬け汁のまま1 - 2時間弱火で煮る方法がある。蓮根、牛蒡、人参、蒟蒻、昆布などとあわせた大豆の五目煮などに用いる。
調味液に浸漬した後で加熱する方法
調味料で味付けした液に浸漬してから煮る方法もある。
黒豆の調理法には調味液（塩、砂糖、醤油、重曹）に8 - 10時間浸漬しておき、その漬け汁ごと鍋で5 - 6時間弱火で煮含める方法がある。

## 西洋料理
ベイクドビーンズやカスレなど欧米の豆の煮込み料理は、日本の煮豆とは全く異なるものの「煮豆」と訳される事がある。